# Alison garaina
Alison garaina är en insektsart som beskrevs av Rentz, D.C.F. 2001. Alison garaina ingår i släktet Alison och familjen vårtbitare. Inga underarter finns listade i Catalogue of Life.